# Passiflora sanctae-barbarae
Passiflora sanctae-barbarae Holm-Niels. & P. Jørg. – gatunek rośliny z rodziny męczennicowatych (Passifloraceae Juss. ex Kunth in Humb.). Występuje endemicznie w Andach w północnej części Ekwadoru.

## Rozmieszczenie geograficzne
Rośnie endemicznie w Andach w północnej części Ekwadoru w prowincjach Carchi, Napo oraz Sucumbíos.

## Morfologia
PokrójZdrewniałe, trwałe, owłosione liany.
LiścieKlapowane, złożone z lancetowatych klapek. Mają 7,5-13,5 cm długości oraz 2,7–3,5 cm szerokości. Są słabo ząbkowane, ze spiczastym wierzchołkiem. Ogonek liściowy jest owłosiony i ma długość 30–45 mm. Przylistki są owalne i mają długość 17 mm.
KwiatyPojedyncze lub parzyste. Działki kielicha są podłużne, różowe i mają długość od 5 do 6 cm. Płatki są podłużne, różowe i mają długość 5–6 cm.

## Biologia i ekologia
Występuje w wyższych lasach andyjskich na wysokości 2200–3200 m n.p.m. Gatunek jest znany z dwóch subpopulacji. Pierwsza subpopulacja znajduje się przy drodze z Tulcán do Santa Barbara, druga jest położona w pobliżu Oyacachi w rezerwatu ekologicznego Cayambe-Coca.

## Ochrona
W Czerwonej księdze gatunków zagrożonych został zaliczony do kategorii VU – gatunków narażonych na wyginięcie. Niszczenie siedlisk jest jedynym zagrożeniem.